# Boombl4
Кири́лл Сергее́вич Миха́йлов (род. 20 декабря 1998, Москва), также известный как Boombl4 или Бумыч, — российский киберспортсмен по Counter-Strike 2. Известен выступлениями за команду Natus Vincere в роли капитана, с которой выиграл чемпионат мира PGL Major Stockholm 2021 и Intel Grand Slam. Покинул команду 28 мая 2022 года по решению руководства клуба.

## Биография
Кирилл родился 20 декабря 1998 года в Москве. Компьютерными играми увлёкся ещё в детстве, что беспокоило маму. С одной стороны она спокойно отнеслась к хобби своего сына, а с другой — переживала, что тот не хочет делать уроки, и боялась исключения его из школы.
Сам Кирилл вспоминает, что готовился только к контрольным и экзаменам, а остальное время посвящал киберспорту, позабыв даже о друзьях. Окончив школу, подросток попросил родителей дать ему год на поиски профессиональной команды по Counter-Strike, а сам тем временем поступил в колледж на IT-специальность по ускоренной программе и получил диплом, чтобы в дальнейшем было проще попасть в университет.

## Карьера
Свою киберспортивную карьеру Михайлов начал в 2016 году, присоединившись к команде Elements Pro Gaming. Там он начал получать первую зарплату в 30 тысяч рублей, которую отдавал своей матери или вкладывал в недвижимость, ремонт, семью.
Через несколько месяцев Boombl4 перешел в команду Quantum Bellator Fire, с которой в 2018 году отправился на дебютный для команды турнир — СНГ Майнор к ELEAGUE Boston 2018, проходивший в Бухаресте. Кирилл сильно переживал перед турниром, но команда смогла занять второе место и прошла на мейджор. На ELEAGUE Boston 2018 QBFire прошли этап претендентов со счётом 3:2. На следующем этапе «легенд» команда сенсационно вышла в плей-офф, обыграв Virtus.pro, Gambit и mousesports. Пройдя в четвертьфинал, Quantum Bellator Fire проиграли команде Natus Vincere, заняв 5—8 место.
Следующим этапом киберспортивной карьеры Кирилла стало сотрудничество с Winstrike Team, которая выкупила состав Quantum Bellator Fire. После неудачного выступления на FACEIT Major 2018, руководство отправило на скамейку запасных всех киберспортсменов, кроме Boombl4, который стал капитаном команды. Новый состав Кирилл набрал уже по своему усмотрению.

### Natus Vincere
В Winstrike Кирилла хотели подписать несколько команд, но организация неизменно отклоняла предложения о его продаже, имея в виду только Natus Vincere, в которую хотел попасть сам Кирилл.
28 мая 2019 года на портале HLTV вышла статья, в которой сообщается, что сделка между Winstrike Team и Natus Vincere по переходу Кирилла в состав NAVI уже близка к завершению. На следующий день организации объявили об удачном завершении сделки. В итоге Кирилл заменил Иоанна «Edward» Сухарева, который перешёл в Winstrike на правах аренды. Генеральный директор Winstrike Ярослав Комков заявил, что трансфер Кирилла стал самым дорогим в истории российского киберспорта.
После перехода Кирилл рассказал, что чувствует себя виноватым перед Winstrike Team. После трансфера предыдущая команда Михайлова не смогла пройти отборочные на СНГ-майнор и лишилась шансов попасть на StarLadder Berlin Major 2019.
Я чувствую себя виноватым перед Winstrike. Все окружающие говорят мне, что я поступил правильно, но мне все равно стыдно. Winstrike была командой, которую, можно сказать, я собрал сам. Я был капитаном, принимал решения, и эти люди верили в меня. Думаю, в ближайшее время я так и буду из-за этого мучаться.Кирилл Михайлов
Первым турниром Кирилла стал ESL One Cologne 2019. На нём команда заняла 3—4 место, проиграв на то время лучшей команде мира Team Liquid.
После ухода Даниила «Zeus» Тесленко из команды Кирилл занял роль капитана, о чём организация Natus Vincere объявила на официальном сайте 20 сентября 2019.
С начала 2021 года до осени Бумыч вместе с NAVI победил на пяти престижных турнирах (BLAST Premier: Global Final 2020, IEM Cologne 2021, ESL Pro League Season 14, BLAST Premier: Fall Finals 2021 BLAST Premier: World Final 2021) по Counter-Strike.
8 ноября 2021 года, команда Natus Vincere стала победителем PGL Major Stockholm 2021 в финале обыграв команду G2 Esports со счётом 2:0.
28 мая 2022 года Михайлов был исключён из состава NAVI по CS:GO. Организация пояснила, что решение было принято в связи с возможными репутационными рисками, и не связано с уровнем игры Кирилла.
15 февраля 2023 года присоединился к составу команды 1WIN.
2 ноября 2023 года Кирилла выкупила организация Cloud9. Сумма покупки могла составлять от 500 тысяч до 1 млн долларов. Ранее Кирилл выступал за Cloud9 на турнире Thunderpick World Championship 2023 заменяя Дмитрия «sh1ro» Соколова, который покинул организацию 26 октября. Вместе с новой командой Boombl4 впервые с 2022 года вышел на мейджор PGL CS2 Major Copenhagen 2024, заняв первое место в отборочном турнире European RMR B. На турнире Cloud9 прошли в плей-офф, где проиграли Team Vitality в четвертьфинале со счётом 0:2.
10 января 2025 года Кирилл вместе с Ax1Le перешёл в BetBoom Team.

## Дискография

### Синглы
- 2022 — «Сколько стоит любовь» (совместно с Моргенштерном, The Limba, Niletto)[26]